# Sint-Martinuskerk (Westerende)
De Sint-Martinuskerk (St.-Martins-Kirche) is een luthers kerkgebouw in Westerende-Kirchloog in de gemeente Ihlow, circa zes kilometer ten zuidwesten van de Oost-Friese Kreisstadt Aurich in de Duitse deelstaat Nedersaksen. Sinds de jaren 1990 draagt de kerk de naam van Martinus van Tours, terwijl voordien de kerk geen naam had.

## Bouw

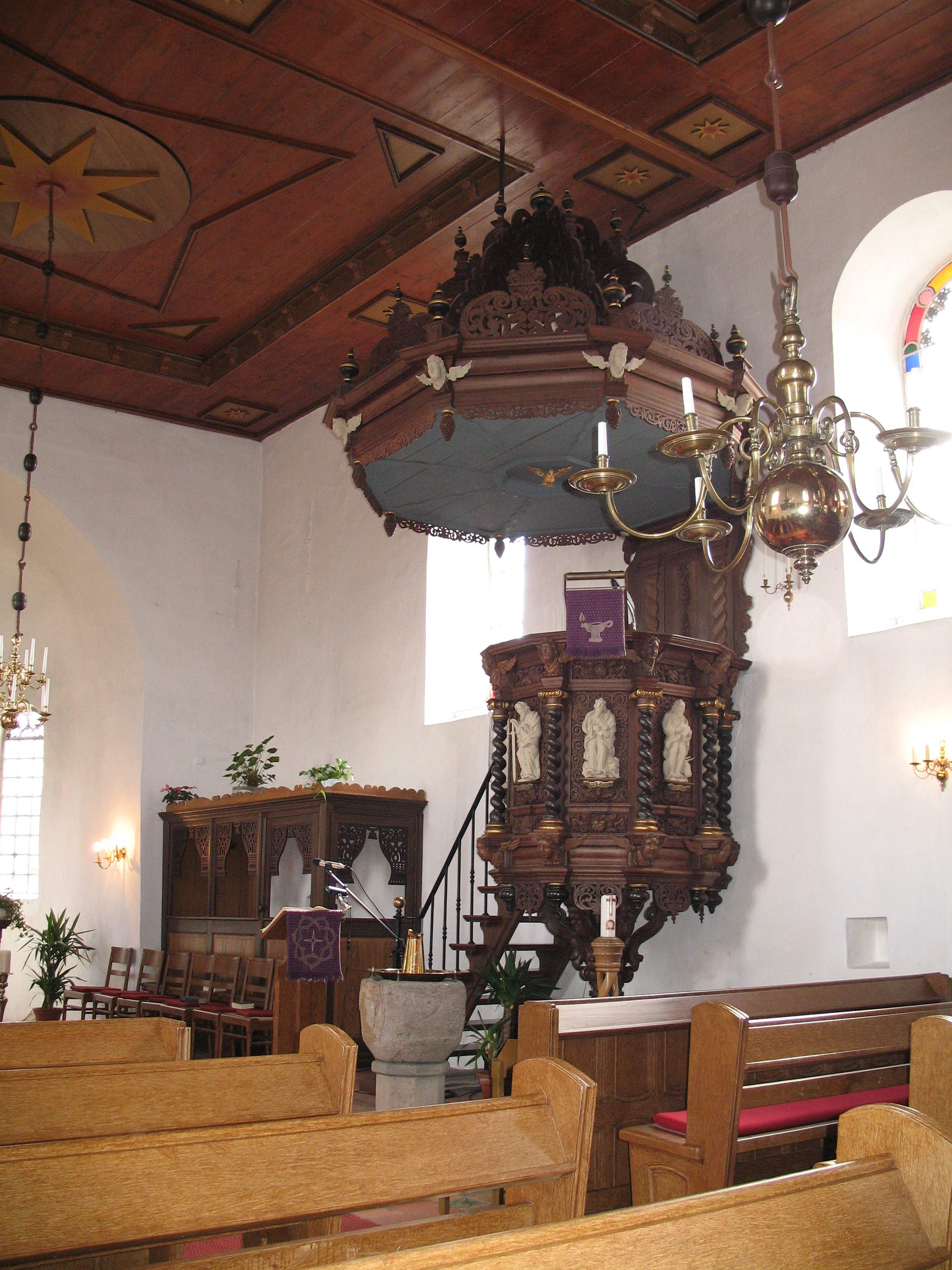
De kansel

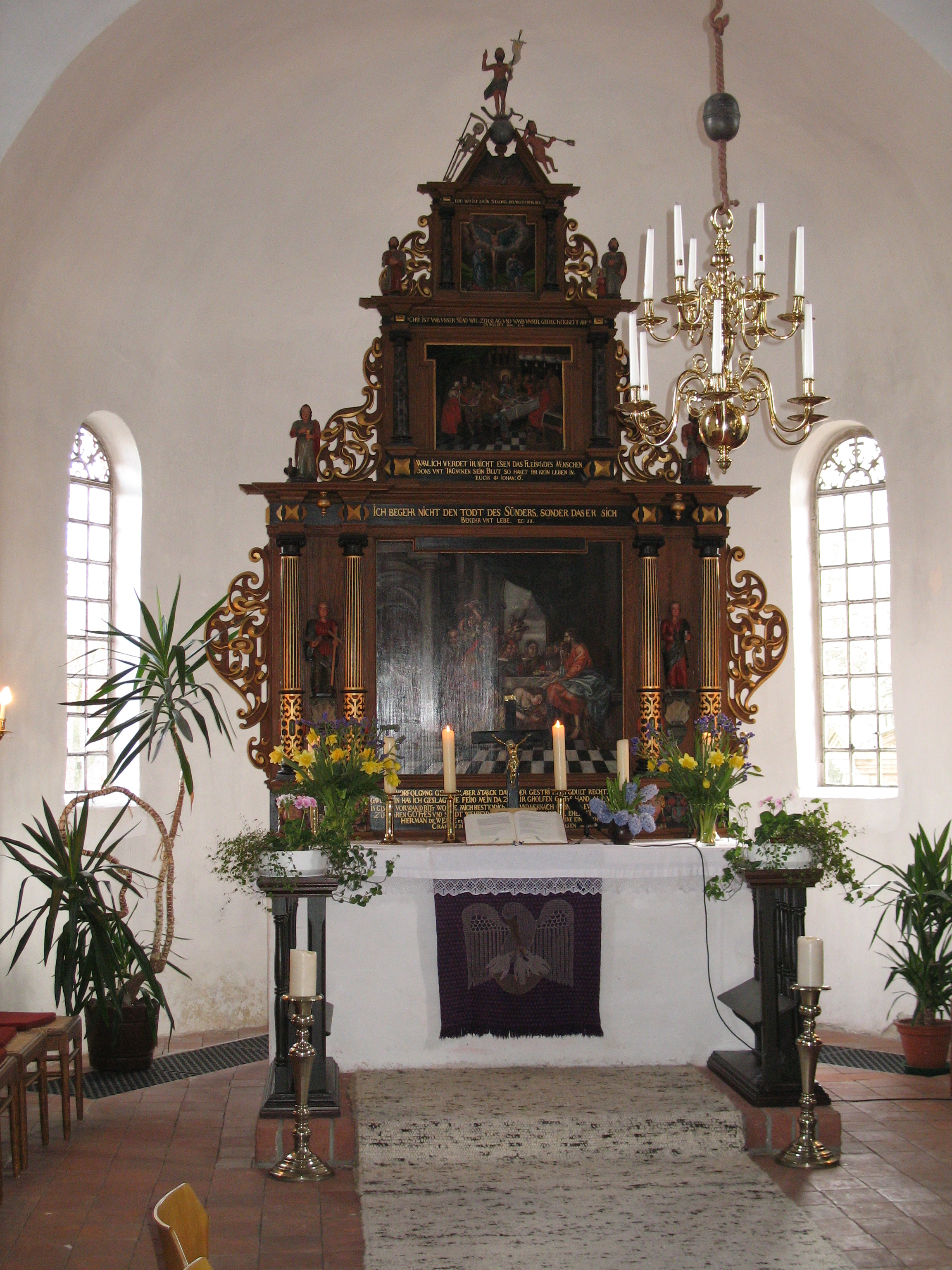
Cröpelin-altaar

De bakstenen kerk werd vermoedelijk rond de tweede helft van de 13e eeuw gebouwd. Het betreft een zaalkerk met een apsis en vlak houten plafond. De hoofdingang bevindt zich in de westelijke muur. Het oude noordelijke portaal is dichtgemetseld, terwijl het zuidelijke portaal sinds enige jaren weer is heropend. In de zuidelijke muur bevonden zich oorspronkelijk twee naast elkaar liggende hagioscopen, maar deze zijn tegenwoordig buiten ook dichtgemetseld.

## Interieur
Het oudste voorwerp in de kerk is het romaanse doopvont. Op grond van de eenvoudige vorm met vier gezichten op de kanten stamt het vermoedelijk uit de 12e of 13e eeuw.
De barokke houten kansel van 1737 stamt uit het atelier van de school van Andreas Schnörwange. Een beeld van Mozes draagt de kuip, die tussen de gedraaide zuiltjes versierd is met de beelden van de vier evangelisten en de apostel Paulus.
Het orgel werd in 1793 door Johann Friedrich Wenthin gebouwd en in 1885 door Johann Diepenbrock van de oostelijke naar de westelijke kant van de kerk verplaatst en bij die gelegenheid verbouwd en veranderd. In 1959 werd de dispositie door Alfred Führer uit Wilhelmshaven opnieuw gewijzigd en enigszins conform de klank van Wenthin teruggebracht. Het instrument bezit 15 registers op één manuaal en pedaal. Zeven registers van het orgel van Wenthin bleven bewaard, waaronder de frontprincipaal, twee registers zijn van Diepenbrock en zes van Führer.

#### Altaar
Het altaar van Jacob Cröpelin werd in de renaissancestijl uitgevoerd. Het werd door de predikant Hermann de Werve in diens jaar van overlijden in 1652 geschonken.
- Het centrale schilderij stelt de zalving van de voeten van Jezus door de zondares in het huis van de farizeeër Simon (Lucas 7: 36-50) voor.
- Het daarboven gelegen deel stelt het Avondmaal voor. Het wordt omlijst door twee gemarmerde zuilen de woorden uit Johannes 6: en Romeinen 4: 25.
- Het derde en kleinste schilderij is een voorstelling van de Kruisiging, dat ook hier wordt geflankeerd door zuiltjes.
- De top van het altaar bestaat uit een groep van drie beeldjes. In een driehoek geflankeerd door de beeldjes van de dood en de duivel is het eeuwige vuur te zien. Daarboven, op het hoogste deel van het altaar, staat op een kogel met een slang een beeldje van Christus, Die zowel de dood als duivel heeft overwonnen.

## Klokkentoren
Zoals bij veel Oost-Friese kerken hangen de klokken in een vrijstaande toren. Hier bevinden zich drie klokken, a-, g- fis-gestemd. De fis-klok overleefde de klokkenroof van de Tweede Wereldoorlog. De a- en g-klokken werden in deze tijd daarentegen omgesmolten en tot granaathulzen verwerkt. Ze werden in 1965 door nieuwe klokken vervangen, die op 10 oktober 1965 werden ingewijd.